# Олтон (переписна місцевість, Нью-Гемпшир)
Олтон (англ. Alton) — переписна місцевість (CDP) в США, в окрузі Белкнеп штату Нью-Гемпшир. Населення — 499 осіб (2020).

## Географія
Олтон розташований за координатами 43°27′23″ пн. ш. 71°13′20″ зх. д. / 43.45639° пн. ш. 71.22222° зх. д. (43.456398, -71.222338).  За даними Бюро перепису населення США в 2010 році переписна місцевість мала площу 1,27 км², з яких 1,19 км² — суходіл та 0,08 км² — водойми.

## Демографія
Згідно з переписом 2010 року, у переписній місцевості мешкала 501 особа в 227 домогосподарствах у складі 125 родин. Густота населення становила 394 особи/км².  Було 270 помешкань (212/км²).
Расовий склад населення:
| - 99,0 % — білих - 0,4 % — азіатів - 0,2 % — чорних або афроамериканців |

До двох чи більше рас належало 0,4 %. Частка іспаномовних становила 0,8 % від усіх жителів.
За віковим діапазоном населення розподілялося таким чином: 21,2 % — особи молодші 18 років, 59,8 % — особи у віці 18—64 років, 19,0 % — особи у віці 65 років та старші. Медіана віку мешканця становила 41,6 року. На 100 осіб жіночої статі у переписній місцевості припадало 94,2 чоловіків;  на 100 жінок у віці від 18 років та старших — 83,7 чоловіків також старших 18 років.
Цивільне працевлаштоване населення становило 127 осіб. Основні галузі зайнятості: освіта, охорона здоров'я та соціальна допомога — 35,4 %, будівництво — 31,5 %, роздрібна торгівля — 11,0 %, науковці, спеціалісти, менеджери — 9,4 %.